# Otter Tail County
Otter Tail County er et county i den amerikanske delstat Minnesota. Amtet ligger i den vestlige del af delstaten og grænser op til Becker County i nord, Wadena County i nordøst, Todd County og Douglas County i sydøst, Grant County i sydvest, Wilkin County i vest og mod Clay County i nordvest.
Otter Tail Countys totale areal er 5.762 km² hvoraf 635 km² er vand. I 2000 havde amtet 57.159 indbyggere. Amtets administration ligger i byen Fergus Falls.
Amtet har fået sit navn efter floden Otter Tail River som løber igennem amtet og søen Otter Tail Lake.
46°25′N 95°43′V / 46.41°N 95.71°V